# Extra-Terrestrial Exposure Law
La Extra-Terrestrial Exposure Law (Legge sulla esposizione extra-terrestre) del CFR, in vigore dal 1969 al 1977, era il nome comune per la regolamentazione adottata dalla NASA nel 1969 per formalizzare la sua "politica, responsabilità ed autorità per proteggere la Terra da ogni contaminazione pericolosa risultante dal personale, veicoli spaziali e da tutte le proprietà ritornanti sulla Terra dopo l'atterraggio." Implementata prima della missione Apollo 11, essa stabilisce l'autorità per un periodo di quarantena per gli astronauti ritornati dalle missioni.
La quarantena degli astronauti delle prime missioni lunari fu autorizzata nel 1969 per preparare "dalla remota possibilità che contaminassero portando ignoti organismi lunari che mettessero in pericolo la vita sulla Terra", i viaggiatori dell'Apollo 11 furono tenuti in quarantena per 21 giorni.
La NASA applicò questa legge per le missioni: Apollo 11, Apollo 12, Apollo 13, and Apollo 14. La NASA revocò la regola nel 1977 e fu rimossa formalmente dal Code of Federal Regulations nel 1991.